# 瓦皮山
9°24′32.2″S 77°22′15.2″W / 9.408944°S 77.370889°W
瓦皮山（Huapi），是秘魯的山峰，位於該國北部安卡什大區，由瓦斯卡蘭國家公園負責管轄，屬於布蘭卡山脈的一部分，處於普卡蘭拉山西南面，海拔高度5,421米。